# Mereče
Mereče so naselje v Občini Ilirska Bistrica.